# نينجوتسو
أَلۡنِّيۡنْجُو٘تْسُوۡ (باليابانية: 忍術) ﴿ومعناهَا؛ "تِقْنِيَاتُ ٱلْمُتَغَلْغِلُوۡنَ"﴾ هو الفن والإستراتيجية والتكتيكات القتالية المتبعة في الحروب غير التقليدية، وحروب العصابات، وفنون التجسس، ويمارسها مقاتلو النينجا يابانيو الأصل.
والنينجوتسو هو فن خداعي أكثر من كونه أحد الفنون القتالية، فهو عبارة مجموعة من الفنون والعلوم العسكرية التي لا تقتصر فقط على تقنيات القتال، بل تتعدى ذلك إلى علوم أخرى، كالأساليب الأساسية للنجاة، وأساليب التخفي والتمويه والتنكر، وتحاشي الخصم وتضليله، والقيادة، والأعمال المخابراتية وأساليب جمع المعلومات، والاختراق والتجسس، والاغتيال، وكذلك على فنون الرماية والطب والرصد الجوي.
ولذلك في كثير من الأحيان كان النينجا يُسْتَخْدَمون كمقاتلي نخبة أو قوات خاصة أو جواسيس.

## بين النينجا والساموراي
النينجا عكس الساموراي، لم يكن النينجا مرتبطين أو ذوي ولاء أعمى للشوغونات فقد كان الكثير منهم يعملون لحسابهم وذهب بهم الأمر حتى تأسيس شبه دولة في محافظة إيغا. لذلك فإنه يوجد نوع من النينجوتسو يسمى إيغا نينجوتسو. كما أنه يوجد أيضا النينجوتسو من تيار الكوغا. وهما التياران أو المدرستان الأساسيتان في النينجوتسو.
ومن أهم المؤلفات التاريخية حول النينجوتسو كتاب البانزن شوكاي الذي يضم نوعا ما مجموعة من التعليمات وطرق عيش النينجا المناسبة، ويمكن مقارنة هذا الكتاب بقوانين شرف الساموراي بوشيدو مع اختلاف في الفلسفة طبعا، حيث أن النينجا لا يرى أن سبب وجوده هو خدمة السيد، لذلك يوصم النينجا بانعدام الشرف، إلا أن البعض يرى ان ذلك غير صحيح لأن النينجا لديهم نظرة أخرى للأمور.
وقد يرجع ذلك إلى الاختلاف في طرق القتال : فحيث يبحث الساموراي عن القتال المباشر ويعرض بذلك أحيانا حياته للخطر إلا أن النينجا عادة ما ينفذ عملياته بطرق أخرى كدس السم أو الهجوم المباغت.

## أشهر مقاتلي النينجا
من أشهر مقاتلي النينجا المدعو هانزو هاتوري أحد النينجا القدامى والذين قاتلوا تحت لواء أمراء حرب معينين، كما يعتبر المعلم هاتسومي أحد آخر أو أهم مراجع النينجا في العالم حيث أنه مدرب للنينجوتسو من تياري الكوغا والإيغا ويرجع بتاريخه إلى مقاتلى نينجا معروفين تاريخيا.
وتوجد العديد من الأنماط المعاصرة للنينجوتسو إلا أن صحة نسبتها التاريخية للفن من المشكوك فيه، ورغم ذلك يدعي كثير من معلمي هذه الأنماط المعاصرة أنه الوريث الشرعي الوحيد للفن.

## مواضيع متعلقة
- نينجا
- هاتسومي

## وصلات خارجية
كتب البانزن شوكاي (بالإنجليزية) عبارة على مجموعة تكتيكات واسترتيجيات عسكرية 
برنامج وثائقي عن النينجوتسو
. على يوتيوب